# 倭什布
倭什布（穆麟德轉寫：wesibu；？年—1810年），瓜爾佳氏，清朝官员。

## 生平
乾隆年間由戶部筆帖式外任四川理事同知，升保寧府知府。乾隆五十二年（1787年），調任成都府知府。五十三年（1788年），升任四川松茂道。五十八年（1793年），擢廣東按察使。五十九年（1794年），擢陝西布政使。六十年（1795年），以按察使護理陝西巡撫。嘉慶元年（1796年）丁憂，同年服闕後署理陝西布政使，兼署陝西按察使。二年（1797年），擢山西巡撫。三年（1798年），調任河南巡撫。四年（1799年），擢湖廣總督。同年因功受賞雲騎尉世職。五年（1800年），降為湖北巡撫。六年（1801年），再任湖廣總督，隨即因案降職筆帖式。七年（1802年），授山東布政使，隨即擢山東巡撫。八年（1803年），升調兩廣總督。九年（1804年），調陝甘總督。十一年（1806年），因案革職，復授筆帖式銜二等侍衛，充科布多參贊大臣。